# Ipsimorpha scribae
Ipsimorpha scribae es una especie de coleóptero de la familia Salpingidae.

## Distribución geográfica
Habita en Venezuela.